# مل اویس
مل اویس (انگلیسی: Mel Eves؛ زادهٔ ۱۰ سپتامبر ۱۹۵۶) بازیکن فوتبال اهل بریتانیا است.
از باشگاه‌هایی که در آن بازی کرده‌است می‌توان به باشگاه فوتبال منزفیلد تاون، باشگاه فوتبال گیلینگام، باشگاه فوتبال چلتنهام تاون، باشگاه فوتبال شفیلد یونایتد، باشگاه فوتبال ولورهمپتون واندررز، باشگاه فوتبال هادرزفیلد تاون، و باشگاه فوتبال والسال اشاره کرد.
وی همچنین در تیم ملی فوتبال England B بازی کرده‌است.